# 410号州际公路
410号州际公路（英語：Interstate 410）是一条位于德克萨斯州圣安东尼奥的州际公路，它是10号州际公路德克萨斯州段在该市的辅助线（并且是一条城市环线）。全长49.49英里。